# Commelina amplexicaulis
Commelina amplexicaulis là một loài thực vật có hoa trong họ Commelinaceae. Loài này được Hassk. mô tả khoa học đầu tiên năm 1867.